# Anzor
Anzor je čerkeské mužské rodné jméno. K nositelům patří:
- Anzor Boltukajev (* 1986), ruský volnostylař čečenského původu
- Anzor Chizrijev (* 1990), ruský volnostylař čečenského původu
- Anzor Kiknadze (1934–1977), gruzínský judista
- Anzor Martkoplišvili (* 1940), sovětský zápasník–sambista, judista a volnostylař gruzínské národnosti
- Anzor Urišev (* 1987), ruský zápasník kabardské národnosti